# 익산 남원사 미륵전
익산 남원사 미륵전(益山 南原寺 彌勒殿)은 대한민국 전북특별자치도 익산시 여산면, 남원사에 있는 미륵전이다. 1984년 4월 1일 전라북도의 문화재자료 제88호로 지정되었다.

## 개요
남원사는 신라 흥덕왕 원년(826년)에 진감국사가 창건하고 조선 선조 25년(1592년) 남원부사가 남원으로 부임하러 가던 중 꿈에 석불이 나와서 중창하였다는 기록이 있다. 또 이와는 달리 땅 속에서 부처가 솟아나 절을 지었다는 전설도 있는데 현재 경내에는 미륵전과 대웅전 요사 오층석탑이 남아 있다.
미륵전은 근래에 중창된 것으로 정면 3칸 측면 1칸의 건물로 건물내에 석불조사상 1구와 탱화가 있다. 석불은 코 부분이 없어진 것을 후에 덧붙인 여래상으로 방형대좌에 안치되어 있다. 불상의 법의는 통견이며 결가부좌를 하고 있으며 손은 항마촉지인을 하고 있다. 대좌는 하대와 중대만 남아 있는데 하대에는 연화문이 중대에는 안상이 표현되어 있다. 이 불상은 양식으로 미루어 고려 중기를 전후한 시기의 것으로 추정된다.

## 참고 자료
- 남원사미륵전 - 국가유산청 국가유산포털